# Mariene ecoregio Zuid-Europees Atlantisch Plat
De Mariene ecoregio Zuid-Europees Atlantisch Plat (27) (Engels: South European Atlantic Shelf marine ecoregion) is een biogeografische regio en ligt in het oosten van de Atlantische Oceaan in de Mariene provincie Lusitania (3) in het Marien rijk Gematigde Noordelijke Atlantische Oceaan. De mariene ecoregio is vastgesteld door het World Wide Fund for Nature en The Nature Conservancy en is vernoemd naar het continentaal plat van Zuid-Europa.
In het noorden grenst het gebied aan de mariene ecoregio Keltische Zee (26) en in het zuiden aan de mariene ecoregio Saharaanse Opwelling (28).

## Geografie
De mariene ecoregio ligt in het oosten van de Atlantische Oceaan voor de zuidwestkust van Frankrijk met de regio's Bretagne, Pays de la Loire en Nouvelle-Aquitaine, de noordkust, westkust en zuidwestkust van Spanje en de kust van Portugal. Het gebied strekt zich uit van de zuidkant van Cap Sizun in Frankrijk tot aan Los Caños de Meca in Spanje en omvat onder andere de Golf van Biskaje, Cantabrische Zee en de wateren Golf van Morbihan, Pertuis Breton, Pertuis d'Antioche, Gironde, Bassin d'Arcachon, Arco Ártabro, Ría de Corcubión, Ría de Muros y Noya, Ría de Arousa, Ría de Pontevedra, Ría de Aldán, Ría de Vigo, het estuarium van de Taag en het estuarium van de Sado.
Door het gebied stroomt de Portugalstroom.

## Biogeografie
Het gebied kent zeeleven dat houdt van gematigde temperaturen.